# Paz de Florença
Paz de Florença, ou Tratado de Florença, é a designação dada ao acordo de paz celebrado a 28 de Março de 1801, na cidade de Florença, entre a França e o Reino de Nápoles. O acordo, negociado com a intermediação da Rússia e fortemente influenciado pela estratégia de apaziguamento seguida por Napoleão Bonaparte em relação ao czar, consolidou o fim das hostilidades que fora conseguido um mês antes pelo armistício de Foligno e marcou o termo da segunda das guerras napoleónicas na Península Itálica. Forçado pela derrota austríaca na Batalha de Marengo e pela presença militar francesa no seu território, o Reino de Nápoles cedeu alguns territórios nas ilhas e costa do Tirreno, retirou as suas tropas dos Estados Pontifícios, libertou todos os presos de guerra, aceitou o estacionamento de tropas francesas nos seus portos do Adriático e instituiu um bloqueio geral aos navios britânicos e otomanos. Com a aceitação dos termos do acordo, o Reino de Nápoles transitou para a esfera de influência francesa, ficando efectivamente um estado vassalo da França napoleónica.

## Contexto
No contexto das guerras napoleónicas, a Paz de Florença foi um dos capítulos finais das lutas da França contra as potências da Segunda Coligação, marcando o termo das hostilidades na frente itálica.
Por aquele tratado de paz, o Reino de Nápoles cede à França a parte napolitana da ilha de Elba (Porto Lungone), que passa na sua totalidade para o controlo francês, o Principado de Piombino e os Presídios da Toscana. Estes últimos territórios foram de imediato incorporados no Reino da Etrúria, um estado vassalo da França criado no noroeste italiano com capital em Florença.
O Reino de Nápoles também outorgava à França privilégios comerciais e obrigava-se a fechar os seus portos aos navios britânicos e otomanos. Para melhor controlar o Mar Adriático, a França foi autorizada a instalar guarnições em Brindisi, Otranto e Pescara, pagas durante um ano pelos napolitanos. Uma divisão militar francesa destinada a embarcar para o Egipto ocuparia temporariamente Taranto.
O rei Fernando IV de Nápoles foi ainda obrigado a libertar todos os presos de guerra, entre os quais o cientista francês Déodat de Dolomieu, e a indultar os jacobinos napolitanos que estavam encarcerados ou desterrados, permitindo aos exilados o seu regresso ao território do Reino. Nas condições da paz estava também a obrigação de entregar às forças francesas a famosa Atena de Velletri, hoje na colecção do Museu do Louvre.
Na negociação da Paz de Florença, Napoleão Bonaparte foi relativamente brando para com o indefeso Reino de Nápoles graças à mediação russa e ao empenho colocado pela França no apaziguamento do czar Paulo I da Rússia e dos seus aliados da Liga dos Neutros. O czar, que seria assassinado a 23 de Março, vésperas da assinatura do tratado, estava inquieto face ao avanço francês na Itália e decidira apoiar o rei de Nápoles. O Primeiro Cônsul, desejoso de atrair o czar para o seu lado da contenda europeia, viu-se obrigado a manter uma leniência desusada para com um monarca derrotado e permitiu que Fernando IV de Nápoles permanecesse no trono.